# Konstantin Simonow
Konstantin Michajłowicz Simonow, ros. Константин Михайлович Симонов, właśc. Kiriłł Michajłowicz Simonow (ur. 15 listopada?/28 listopada 1915 w Piotrogrodzie, zm. 28 sierpnia 1979 w Moskwie) – rosyjski pisarz, poeta i dramaturg, korespondent frontowy podczas II wojny światowej, Bohater Pracy Socjalistycznej (1974), zastępca członka KC KPZR, podpułkownik Wojskowych Sił Powietrznych ZSRR.

## Życiorys
Najbardziej znany jest jako autor powieści opowiadających o walkach radziecko-niemieckich w czasie II wojny światowej, m.in. Dnie i noce (pol. wyd. 1977), Żywi i martwi (pol. wyd. 1977, pierwsza część trylogii Żywi i martwi), Towarzysze broni (pol. wyd. 1954), Nikt nie rodzi się żołnierzem (pol. wyd. 1966, druga część trylogii Żywi i martwi). Pisał też liryki wojenne. Jest autorem listu poetyckiego Czekaj mnie, z powtarzającą się frazą Czekaj mnie, a wrócę zdrów, utworu który cieszył się niezwykłą popularnością wśród radzieckich żołnierzy w czasie II wojny światowej.
Zasiadał w jury konkursu głównego na 18. MFF w Cannes (1965).
Bohater książki Orlando Figesa Szepty – Życie w stalinowskiej Rosji.

## Odznaczenia
- Złoty Medal „Sierp i Młot” Bohatera Pracy Socjalistycznej (27 września 1974)
- Order Lenina – trzykrotnie (27 listopada 1965, 2 lipca 1971, 27 września 1974)
- Order Czerwonego Sztandaru (3 maja 1942)
- Order Wojny Ojczyźnianej I klasy – dwukrotnie (30 maja 1945, 23 września 1945)
- Order „Znak Honoru” (31 stycznia 1939)
- Medal „Za obronę Odessy”
- Medal „Za obronę Stalingradu”
- Medal 100-lecia urodzin Lenina
- Medal „Za zwycięstwo nad Niemcami w Wielkiej Wojnie Ojczyźnianej 1941–1945”
- Medal jubileuszowy „Dwudziestolecia zwycięstwa w Wielkiej Wojnie Ojczyźnianej 1941–1945”
- Medal jubileuszowy „Trzydziestolecia zwycięstwa w Wielkiej Wojnie Ojczyźnianej 1941–1945”
- Nagroda Leninowska (1974)
- Nagroda Stalinowska – sześciokrotnie (1942, 1943, 1946, 1947, 1949, 1950)
- Czechosłowacki Wojskowy Order Lwa Białego „Za zwycięstwo” III Klasy (ČSSR)
- Krzyż Wojenny Czechosłowacki 1939 (ČSSR)
- Order Suche Batora (Mongolia)
- I inne